# Izocianură

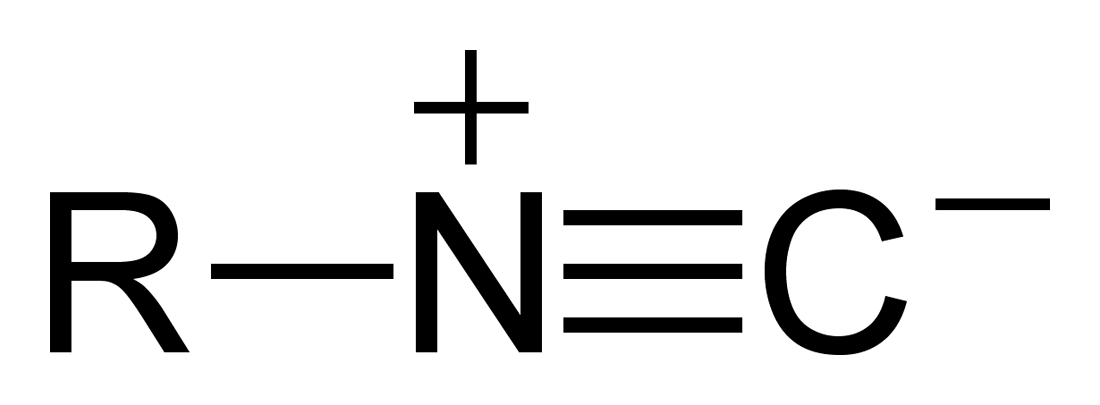
Structura formei în care atomul de azot este pozitivat

O izocianură (de asemenea denumită și izonitril sau carbilamină) este un compus organic ce conține o grupă funcțională -N≡C. Izocianurile sunt izomeri ai cianurilor (R-C≡N), de aceea denumirea se face cu prefixul izo-. Restul organic se leagă de grupa izocianură prin intermediul atomului de azot, nu prin cel de carbon ca în cazul cianurilor. Izocianurile sunt puncte de plecare pentru sinteza altor compuși.

## Obținere

### Din cianură de argint
Prima izocianură, izocianura de alil, a fost izolată în 1859 de către Lieke, care a obținut-o în urma reacției dintre iodura de alil și cianura de argint. În mod normal, prin reacția de alchilare a unei cianuri alcaline se obține un nitril, însă ionul de argint are un comportament diferit și protejează atomul de carbon al ionului cianură. Astfel, legarea se face la azot.

### Din formamide
Mai comun, izocianurile sunt sintetizate prin deshidratarea formamidelor. Formamida poate fi deshidratată cu clorură de toluensulfonil, oxiclorură de fosfor, fosgen, difosgen sau reactiv Burgess.
RNHC(O)H  + RSO2Cl  →  RNC  +  RSO3H  +  HCl

### Din diclorocarbenă
În reacția carbilaminei (cunoscută și ca sinteza Hofmann a izocianurilor), are loc reacția hidroxidului de potasiu cu cloroformul, obținându-se diclorocarbena. Aceasta are rolul de a converti aminele primare în izocianuri. Din moment ce reacția funcționează doar pentru aminele primare, poate fi folosită și ca metodă de a testa prezența acestora.